# Хайнрих II (Велденц)
Вижте пояснителната страница за други личности с името Хайнрих II.
Хайнрих II фон Велденц (на немски: Heinrich II von Veldenz; * ок. 1252; † 1378) от линията Велденц-Геролдсек е граф на Велденц.
Той е вторият син на граф Георг фон Велденц-Геролдсек (* 1298; † 1347) и графиня Агнес Лайнинген († 1346), дъщеря на граф Фридрих IV фон Лайнинген († 1316) и втората му съпруга Жанна д' Аспремон Даме дьо Васини († 1319/1321). Майка му е полусестра на Емих фон Лайнинген, епископ на Шпайер (1314 – 1328). Той е по-малък брат на Фридрих I († 10 април 1327), граф на Велденц-Лихтенберг.
Хайнрих II се жени на 15 януари 1330 г. за графиня Агнес фон Спонхайм-Щаркенбург († сл. 1367), най-малката дъщеря на граф Симон II фон Спонхайм-Кройцнах († 1337) и съпругата му Елизабет фон Хайнсберг-Фалкенбург († 1335).

## Деца
Хайнрих II и Агнес фон Спонхайм-Щаркенбург († 1367) имат децата:
- Хайнрих III († 1389), граф на Велденц, женен на 14 юни 1364 г. за графиня Лорета фон Спонхайм-Щаркенбург († сл. 1364)
- Елизабет фон Геролдсек, омъжена за граф Еберхард фон Цвайбрюкен-Щауф († 1394)
- Агнес фон Велденц, омъжена I. пр. 1360 г. за граф Герлах II фон Насау-Висбаден-Идщайн (1333 – сл. 1386), II. за Ото II фон Дронекен († 1409)
- Аделхайд фон Геролдсек († 5 октомври 1411), омъжена за Хайнрих IV фон Лихтенберг († 1393)
- Георг фон Геролдсек († 1411), граф на Геролдсек
- Фридрих II († 1395), граф на Геролдсек
- Валрам